# 明 (貝)
明（ミン、Ming）は、2006年にアイスランド沖で捕らえられたアイスランドガイの標本に付けられたニックネームである。貝殻の年輪から年齢が算出され、これまでに発見された動物の中で、（群体を除いて）年齢が正確に決定された最古の個体である。当初は405歳から410歳とされていたが、後に507歳と判定された。

## 概要
明は2006年にバンガー大学のジェームズ・スコースらの研究チームによってアイスランドの大陸棚で採集された。貝殻には成長に伴って木の年輪に相当する模様が生じるため、その本数を数える事により年齢が推定できる。この際に推定された年齢は405歳から410歳であり、1982年にアメリカの海域で捕獲された220歳のアイスランドガイを上回った。この記録はギネス世界記録にも掲載された。
『サンデー・タイムズ』紙の記者が、この貝が生まれた時期が中国の明代に当たることから、「明」(Ming)と命名した。その後、この貝を発見した研究チームは、この貝にHafrún（女性名で、haf（海）とrún（謎）から、「海の謎」という意味）と命名した。ただし、この貝の実際の性別は不明である。
一部の報道では「年齢調査のために貝を開かれたために殺された」あるいは「年齢を調べる際に誤って貝を開いてしまったために死んでしまった」という主旨の報道がなされ、研究者達には批判のメールが多数寄せられた。しかし、これは事実と反する部分がある。英国放送協会はこの件について、ウォーターゲート事件 をもじって「クラムゲート (Clam-gate) 事件」という見出しを付けている。明は他の約200の個体と共に採集され、陸地に運ぶまでの船の中で冷凍保存されたため、調査の段階ではすでに死亡していたのである。200個体というのは、アイスランドガイ全体の生息数のごくごく一部にすぎない。そして、生きた状態での明を見た際、これはごく平凡な大きさのアイスランドガイであったという。明の研究チームと同じく、アイスランドガイの研究をしているマデリン・メティによれば、これらの貝は一定の年齢に達すると成長が遅くなるため、例えば大きな個体を採集したとしても、見かけで100歳なのか300歳なのかを見分けるのは困難であるという。保全生物学者のマーク・パウエルは、2007年に自身のブログで、この大きさの個体は市場では珍しくない大きさであり、見かけも高齢さをアピールする要素は全くない地味なものであるため、高齢であるだけの理由で保護されない限り、例え最大だろうと最高齢だろうとおかまいなく捕獲されクラムチャウダーに放り込まれるであろうという主旨のコメントを残している。先述のメティも、2013年において同じようなコメントを残している。
その後、2012年に改めてこの個体の年輪を数え、放射性炭素年代測定法も組み合わせて調べた結果、507歳であることが判明した。即ち、明は当初考えられていた物より100年以上古い、1499年生まれであることが分かった。年齢が100歳以上も訂正されたのは、細かい部分の年輪が数えづらい事に原因があった。